# 匙叶柳
匙叶柳（学名：Salix spathulifolia）为杨柳科柳属的植物，是中国的特有植物。分布于中国大陆的陕西、四川、甘肃、青海等地，生长于海拔1,800米至2,900米的地区，一般生于山梁或山坡林缘，目前尚未由人工引种栽培。

## 异名
- Salix spathulifolia Seemen f. lobata C. F. Fang et J. Q. Wang
- Salix spathulifolia Seemen var. glabra C. F. Fang